# 日本出版取次協会
一般社団法人日本出版取次協会（にほんしゅっぱんとりつぎきょうかい、英: Japan Publication Wholesalers Association）は、日本の出版取次会社による業界団体。会員は2023年4月現在18社。出版物取次業や書籍小売に関する調査・研究、国立国会図書館法に基づく国立国会図書館への納本に関する業務、関連団体との共同で、読書週間・雑誌週間の実施などの事業を行う。
出版四団体（日本書籍出版協会、日本雑誌協会、日本出版取次協会、日本書店商業組合連合会）と呼ばれているうちの一つ。

## 沿革
1949年（昭和24年）3月、第二次世界大戦中の出版物配給統制機関であった日本出版配給株式会社が閉鎖機関となり事業を停止。同年9月、同社を母体とする取次会社が東京で4社、地方で5社創業した。その後取次会社間の過当競争や資金難などの問題が発生するようになり、任意団体設立による協力体制の確立が図られることとなる。1950年8月25日、取次会社29社により、任意団体としての出版取次懇和会を設立。1953年2月6日には東京都から認可を受け、社団法人出版取次懇和会に改組した（登記は同年2月16日）。1956年5月11日、社団法人日本出版取次協会と改称。1968年1月31日、所管官庁を文部省（現文部科学省）へ移管、1971年9月22日には文部省と通商産業省（現経済産業省）との共管となる。平成24年4月1日一般社団法人日本出版取次協会と改称した。

## 会員企業
- 株式会社一進堂書店

- 楽天ブックスネットワーク株式会社

- 共栄図書株式会社

- 協和出版販売株式会社

- 株式会社鍬谷書店

- 株式会社中央社

- 株式会社東京即売

- 株式会社トーハン

- 株式会社西村書店

- 株式会社日教販

- 日本出版販売株式会社

- 日本出版貿易株式会社

- 株式会社博文社

- 株式会社不二美書院

- 株式会社宮井書店

- ビーエルホールディングス株式会社

- 株式会社きんぶん図書

- 株式会社松林社